# Jevgenyij Vlagyimirovics Zimin
Jevgenyij Vlagyimirovics Zimin, oroszul:  Евгений Владимирович Зимин (Moszkva, 1947. augusztus 6. – Moszkva, 2018. december 28.) kétszeres olimpiai bajnok szovjet válogatott orosz jégkorongozó.

## Pályafutása
A Szpartak Moszkva játékosa volt. Az 1968-as grenoble-i és az 1972-es szapporói olimpián aranyérmes lett a szovjet válogatott tagjaként. 1969-ben és 1971-ben a világbajnok csapat tagja volt.

## Sikerei, díjai
- Olimpiai játékok
  - aranyérmes (2): 1968, Grenoble, 1972, Szapporo
- Világbajnokság
  - aranyérmes (2): 1969, 1971